# فیلیپ استیل
فیلیپ استیل (انگلیسی: Philip Stekl؛ زادهٔ ۲۰ ژانویهٔ ۱۹۵۶) ورزشکار روئینگ اهل ایالات متحده آمریکا است.
وی در مسابقات کشوری و بین‌المللی در مجموع برندهٔ ۱ مدال نقره شده‌است.